# Canariellanum palmense
Espèce
Canariellanum palmense est une espèce d'araignées aranéomorphes de la famille des Linyphiidae.

## Distribution
Cette espèce est endémique de La Palma aux îles Canaries,.

## Description
La femelle holotype mesure 1,4 mm.

## Étymologie
Son nom d'espèce, composé de palm[a] et du suffixe latin -ense, « qui vit dans, qui habite », lui a été donné en référence au lieu de sa découverte, La Palma.

## Publication originale
- Wunderlich, 1987 : Die Spinnen der Kanarischen Inseln und Madeiras: Adaptive Radiation, Biogeographie, Revisionen und Neubeschreibungen. Triops Verlag, Langen, p. 1-435.